# Ragnar Fredberger
Ragnar Aster Fredberger, född den 21 december 1902 i Stockholm, död den 14 mars 1971 i Uppsala, var en svensk präst.
Fredberger avlade studentexamen i Uppsala 1921 och teologie kandidatexamen vid Uppsala universitet 1929. Han prästvigdes sistnämnda år och blev pastorsadjunkt i Uppsala 1930, komminister 1939. Fredberger var regementspastor vid Upplands regemente 1931–1942, lasarettspredikant vid Akademiska sjukhuset 1936–1961, kontraktsprost i Uppsala kontrakt 1962–1970 och domprost i Uppsala domkyrkoförsamling 1962–1970. Han blev ledamot av Nordstjärneorden 1956. Fredberger vilar på Uppsala gamla kyrkogård.